# Mouloudia sportive de Cherchell
Ne doit pas être confondu avec Mouloudia Sportive de Cherchell (football).
La Mouloudia sportive de Cherchell (section Basket-ball), est l'une des nombreuses sections du Mouloudia sportive de Cherchell, club omnisports algérien basé à Cherchell, Tipaza. Le club évolue en super division, soit l'élite du championnat d'Algérie.